# Обзир
Обзир је насељено мјесто у општини Љубиње, Република Српска, БиХ. Према попису становништва из 1991. у насељу је живјело 48 становника.

## Географија
Насеље је од Љубиња удаљено 7 километара, и налази се на путу Љубиње — Попово поље — Требиње.

## Култура
У насељу се налази основна школа која не ради. Школа је изграђена почетком двадесетог вијека прилогом Вукана Јахуре.

## Привреда
Главно занимање становништва је сточарство.

## Становништво
| Демографија | Демографија | Демографија |
| Година      | Становника  | Становника  |
| ----------- | ----------- | ----------- |
| 1948.       | 178         |             |
| 1953.       | 166         |             |
| 1961.       | 126         |             |
| 1971.       | 90          |             |
| 1981.       | 60          |             |
| 1991.       | 48          |             |

## Презимена
Најчешћа српска презимена су:
- Поповић
- Стајчић
- Јањић
- Јахура, славе Св. Николу
- Брборић
- Шушић